# Gerhard Blaboll

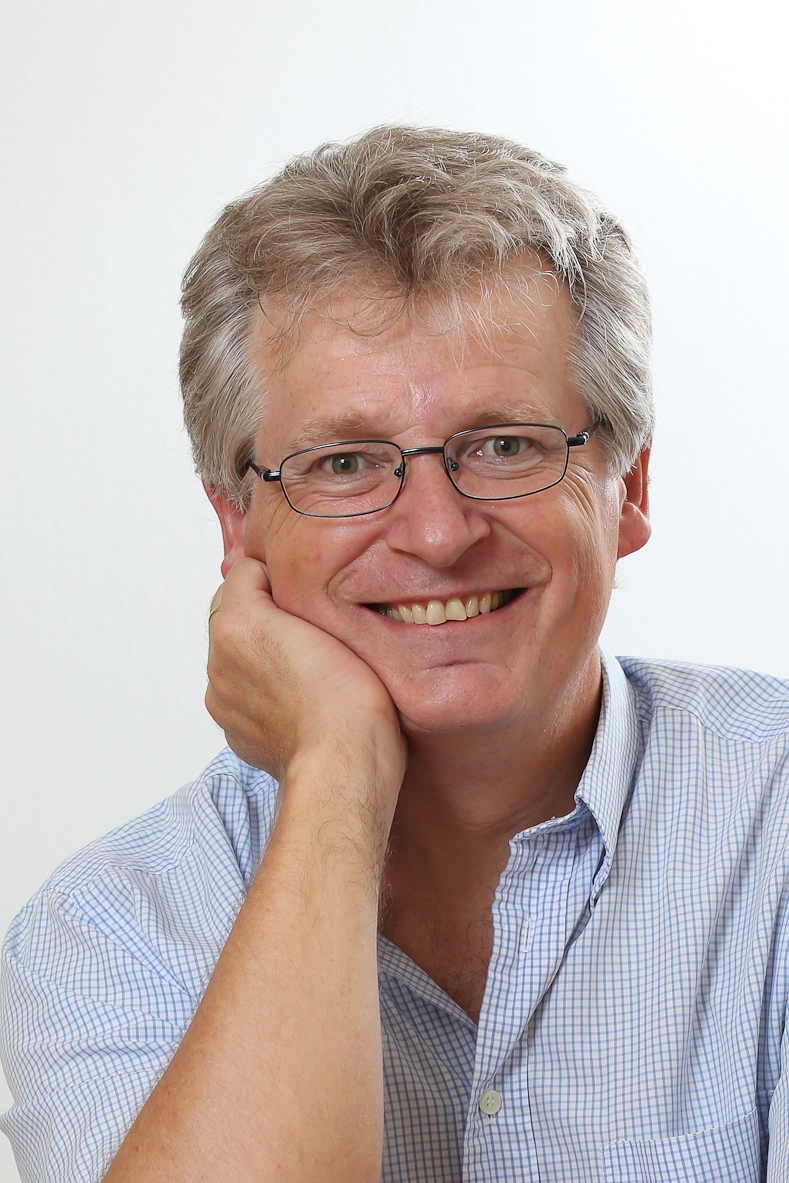
Gerhard Blaboll (2018)

Gerhard Blaboll (* 1958 in Wien) ist ein österreichischer Schriftsteller, Kabarettist und Radiomoderator.

## Leben
Gerhard Blaboll gelang nach einer Lehre als Feinmechaniker und seinem Studium der Rechtswissenschaften und der Betriebswirtschaft der Sprung ins Management, zuletzt Direktor bei Hitachi Data Systems, bevor eine schwere Verletzung das vorläufige Ende seiner Karriere bedeutete: 2007 machte er seine langjährige Liebe zur Literatur zum Beruf, studierte Geschichte und schreibt seither Unterhaltungsliteratur und Songtexte für Musiker und Komponisten. Einer dieser Liedtexte ("Ich geb nicht auf, solang es nicht vorbei ist") wurde 2019 von einer Fachjury zum besten Liedtext des Jahres gewählt. Kritiker bezeichnen seinen Stil als „Neue Wiener Lyrik“.
Zusätzlich zu seinen kabarettistischen Texten schreibt Blaboll historisch-philosophische Erzählungen und Romane mit Bezug zu unterschiedlichen Regionen der Welt, sowie u. a. für den P.E.N.-Club, die IG Autoren und andere NGOs kritische Texte zu aktuellen politischen Situationen.
Seine Werke werden teils von Schauspielern wie Elfriede Ott, Karlheinz Hackl, Günter Tolar, Reinhard Nowak, Peter Lodynski, Gerald Pichowetz und Musikern und Sängern wie Bettina Bogdany, Rudi Biber, Christoph Lechner, Wiener Tschuschenkapelle, Zappa Bluespumpm, Schlor & Fanta (fka Damenspitz), Sandra Pires, Johann Cermak, Thomas Hojsa, Herbert Bäuml, Yuko Mitani, Martin Ganthaler, Xenia Galanova, Salpi Lemke, Franz Horacek, Rudolf Koschelu, dem kenianischen Olepangi Choir oder dem Choir of the Full Gospel Church of Ngusishi interpretiert. Darüber hinaus trägt er aus seinen Texten solo oder gemeinsam mit Partnern wie Theresia Haiger, Bettina Bogdany, Günther Lainer, der Wiener Tschuschenkapelle, dem Mozart Knabenchor Wien oder Johann Cermak und den Wild Irish Lasses auf der Bühne und im Kabarett vor.
Blaboll moderiert die Radiosendung Mit Künstlern auf Du und Du auf Ö1 Campus, Radio Wienerwald, Radio Ypsilon, KuK-Radio International, Radio Mora u. a., zu der er regelmäßig Künstler und Kulturschaffende aus Österreich einlädt. Er ist u. a. Schiedsgerichtmitglied des Österreichischen P.E.N.-Clubs, Mitglied des Österreichischen Schriftstellerverbandes und der IG Autoren, des Österreichischen Journalisten Clubs, sowie Kurienmitglied der AKM/Austro Mechana und Literar-Mechana. Daneben war er federführend an der Gründung mehrerer Kulturvereine beteiligt (KV Echt Wien, KV Markt Sankt Martin, KV Echt 21, KV Wien International).
Für das Jahr 2025 erhielt Blaboll eine Gastprofessur an der European University in Belgrad zu den Themen Demokratieverständnis und Friedenspolitik. In diesem Zusammenhang wurde er als erster österreichischer Künstler eingeladen, vier Monate als Artist in residence in Kenia zu leben und zu arbeiten.

## Öffentliche Auftritte
Blaboll trägt im In- und Ausland regelmäßig öffentlich aus seinen Büchern vor und tritt mit unterschiedlichen Kabarettprogrammen und Partnern auf verschiedenen Bühnen in Österreich auf, u. a. bei der Wiener Buchwoche, bei der Veranstaltung echt:wien, beim Fest der Goldenen Generation auf der Schallaburg, auf Schloss Lackenbach, regelmäßig im Gloria-Theater, im Floridsdorfer Kulturkabinett, im Metropol, im Akzent oder am Wiener Donauinselfest mit der Wiener Tschuschenkapelle, im Wiener Theaterkeller, bei der Neujahrsgala im Wiener Volkstheater, immer wieder im Wiener Haus der Musik, im Festsaal Hernals anlässlich der Eröffnung der Bezirksfestwochen mit dem Programm „I bin a Hernalser Bua – Hackl liest Blaboll“, im Theater am Alsergrund, im CasaNova Vienna, im Schutzhaus am Ameisbach, im Volkstheater und in zahlreichen Büchereien, Buchhandlungen und Kulturvereinen im deutschen Sprachraum.

## Bibliografie
Monografien
- Von Kranken und Gsunden. Kral Verlag, Berndorf 2007, ISBN 978-3-902447-28-9.[15]
- Von Sportlern und Hättiwaris. Kral Verlag, Berndorf 2008, ISBN 978-3-902447-38-8.
- Von Christkinderln und Weihnachtsmandeln. Mohl-Verlag, Wien 2009, ISBN 978-3-902524-04-1.
- Des Lebn bei uns. Kral-Verlag, Berndorf 2010, ISBN 978-3-902447-83-8.
- Von Manderln und Weiberln. Kral-Verlag, Berndorf 2011, ISBN 978-3-99024-042-7.
- Von Hacklern und Bürohengsten. Kral-Verlag, Berndorf 2013, ISBN 978-3-99024-188-2.
- Montenegrinische Geschichten – Die verlorene Unschuld. Verlag Berger, Horn/Wien 2013, ISBN 978-3-85028-607-7.
- Des is Wien – To je Beć. Verlagshaus Hernals, Wien 2015, ISBN 978-3-902975-24-9.
- Das kuhäugige Kamel. Löcker, Wien 2018, ISBN 978-3-85409-911-6.
- Zwischen Tokyo und Margareten. Echt Wien, Wien 2019, ISBN 978-3-9504758-0-7.
- I bin a Hernalser Bua. Echt Wien, Wien 2020, ISBN 978-3-9504758-1-4.
- Echt Wien. Echt Wien, Wien 2020, ISBN 978-3-9504758-2-1.
- Apferln und Maroni - die schönsten Lieder zur Adventzeit. Echt Wien, Wien 2021, ISBN 978-3-9504758-3-8.
- 69 Stunden ins Paradies. edition lex liszt 12, Oberwart, 2023, ISBN 978-3-99016-255-2.
- Wenn sich zwei streiten, freuen sich viele Dritte. Geschichten aus dem gelobten Land. Verlag Berger, Horn/Wien 2024, ISBN 978-3-99137-076-5.

Anthologien
- Kindergedichte. In: Bundesdenkmalamt (Hrsg.): Zeitschienen II, Der Südbahnhof in Wien. 2010, ISSN 1993-1271.
- Lieder. In: Erich Zib (Hrsg.): Wienerlieder von gestern und heute. Kral-Verlag, Berndorf 2011, ISBN 978-3-99024-057-1.
- 19 Stunden bis zum Paradies. In: Helmuth A. Niederle, Christian Teissl (Hrsg.): Mitten im Satz: Fragmente. Eine Anthologie des Österreichischen P.E.N.-Clubs. Plattform, Perchtoldsdorf 2014, ISBN 978-3-9503683-1-4.
- Hernalser Lieder und Gedichte. In 17er-Edition. Verlagshaus Hernals, Wien 2014, ISBN 978-3-902744-79-1.
- Literarisches Österreich – Jubiläumsausgabe 70 Jahre Österreichischer Schriftstellerverband: Erbe und Auftrag. Österreichischer Schriftstellerverband, ZVR 295943463.
- 1968 - Roll over and over again .... Edition Roesner, Krems (Hrsg.), 2018, ISBN 978-3-903059-74-0.
- Literarisches Österreich - Themenheft 2018: Friede. Österreichischer Schriftstellerverband, ISSN 2663-8940
- Literarisches Österreich - Themenheft 2019: Freiheit. Österreichischer Schriftstellerverband, ISSN 2663-8940
- Literarisches Österreich - 75 Jahre OeSV 2020: Zahlen. Österreichischer Schriftstellerverband, ISSN 2663-8940
- Unschuld - bloß ein Mythos? in Gerald Buchas,/Robert Streibel (Hrsg.) Lesen wir Louise Glück. edition pen LÖCKER, ISBN 978-3-99098-133-7
- Literarisches Österreich 2021. Österreichischer Schriftstellerverband, ISSN 2663-8940
- So a G'schicht!. Anima Incognita, Wien 2022, ISBN 9783755724117
- Literarisches Österreich 2024. Österreichischer Schriftstellerverband, ISSN 2663-8940

## Diskografie
- 2008 Hörbuch: Von Kranken und Gsunden (mit Karlheinz Hackl u. a.), Kral Verlag, Berndorf, ISBN 978-3-902447-32-6
- 2010 Hörbuch: Medizinal-Rat2 (mit Ingomar Kmentt), Preiser-Records, Wien, PR91175; Kral Verlag, Berndorf ISBN 978-3-7085-0189-5
- 2010 Hörbuch: Von Christkinderln und Weihnachtsmandeln (mit Elfriede Ott u. a.), Label: Preiser Records, Wien, PR91163; Kral Verlag, Berndorf ISBN 978-3-7085-0180-2
- 2011 CD: Lieder auf: Advent in Wien, Erich und Marion Zib, Musikverlag Radio Wienerlied
- 2012 CD: Melodien aus Wien, Gerhard Track, PMI-Records-USA 031012
- 2012 CD: I bin a Hernalser Bua (Neue Wiener Lieder mit Christoph Lechner und Tomy Hojsa); Kral-Verlag, Berndorf, ISBN 978-3-99024-158-5
- 2013 CD: Wiener Lieder und Wiener Weisen von Gerhard Track und Ernst Track, PMI-Records-USA 032213
- 2013 CD: Echt Wien – Kraut und Ruabn 1 (mit Felix Lee, Gerhard Track, Herbert Bäuml & Norbert Haselberger, Slavko Ninic & Wiener Tschuschenkapelle, Ronald Tettinek, Gerald Etzler, Gabi Pfarrhofer, Andrea Wiesinger, Stippich & Stippich u. a.); Label: Kulturverein Echt Wien EW01
- 2014 CD: Wiener Tschuschenkapelle Live am Donauinselfest 2013, Label: Tschuschenton, Record Nummer: Tschuschenton05
- 2014 CD: Schrammel.Klang.Festival.2014; Label: Quintonrecords, Record Nummer: 2014-1
- 2015 DVD: Wiener Tschuschenkapelle; Label: Tschuschenton, Record Nummer: Tschuschenton06
- 2015 CD: Schrammel.Klang.Festival.2015; Label: Quintonrecords, Record Nummer: 2015-1
- 2016 CD: Echt Wien (Neue Wiener Lieder mit Herbert Bäuml, Rudolf Koschelu, Franz Horacek, Norbert Haselberger), Label: Kulturverein Echt Wien, Wien, EW02; Vertrieb: Preiser Records, Wien, PR91315
- 2017 CD: I will afach mit wem reden (Blues aus Österreich mit Zappa Bluespumpm, Judith Pechoc, Rudi Biber und Gerhard Blaboll); Label: Kulturverein Echt Wien EW03; Vertrieb: Wolf Records CD120982
- 2017 CD: Die spinnen, die Wiener (Clemens Schaller als: Truebardix vom Wienerwald); Vertrieb: Preiser Records, Wien, PR91350
- 2018 CD: Die Patriotische (Wiener Tschuschenkapelle); Label: Tschuschenton, Record Nummer. Tschuschenton07
- 2018 CD: Schrammel.Klang.Festival.2018; Label: Quintonrecords, Record Nummer: 2018-1
- 2018 CD: Katzenwege (Wiener Frauenchansons mit Bettina Bogdany); Preiser Records PR91401, Nonfoodproductions, Kulturverein Echt Wien, Wien, EW04
- 2018 CD: Na so geht des net (Rudi Biber); Label: Benedetter Ltd. 192914130710
- 2019 CD: Echt Wien - Kraut und Ruabn 2 (Gerhard Blaboll, Gerald Etzler, Felix Lee, Franz Horacek, Kuno Trientbacher, Gerhard Track, Werner Weibert); Label: Kulturverein Echt Wien EW05
- 2019 CD: Wien Heute (12+1 neue Lieder zwischen Wienerlied und Austropop; mit Franz Horacek, Andy Warmuth, Gerhard Blaboll); Label: Kulturverein Echt Wien EW08
- 2019 CD: Ich geb nicht auf ... (mit Jess Robin & Band); Label: Robin Production Austria ATZ481900036
- 2020 CD: Stolz auf Ottakring (mit Kuno Trientbacher, Andrea Schlor, Saskia Fanta, Yuko Mitani, Walter Schirato); Label: Kulturverein Echt Wien EW13
- 2020 CD: Die Straße meines Lebens (mit Damenspitz, Cobario, Kuno Trientbacher, Strutzi Strutzenberger); Label Billybong Records EW14
- 2021 CD: Schrammel.Klang.Festival.2021; Label: Quintonrecords, Record Nummer: 2021-1
- 2021 CD: Floridsdorf (mit: Damenspitz, Peter Strutzi Strutzenberger, Kuno Trientbacher, Walther Soyka, Echt Wien Chor); Label: Preiser Records 91528 und Kulturverein Echt Wien EW15
- 2021 CD: A scheene Gschicht (mit: Kuno Trientbacher, Yuko Mitani, Walter Schirato, Andrea Schlor, Saskia Fanta, Daniela Tanase, Martin Ganthaler, Wolfgang Gerold); Label: Preiser Records 91542 und Kulturverein Echt Wien EW16
- 2022 CD: Schrammel.Klang.Festival.2022; Label: Quintonrecords, Record Nummer: 2022-1
- 2022 CD: Kraut und Ruabn 3 (mit: Cobario, Gerald Etzler, Gerhard Blaboll, Sylvia Wally, Martin Ganthaler, Salpi Lemke, Kuno Trientbacher, 16er-Buam, Xenia Galanova, Wolfgang Gerold, Damenspitz, Victor Poslusny, Regine Pawelka-Oskera, Jess Robin); Label: Kulturverein Echt Wien EW17
- 2022 CD: Kraut und Ruabn 4 (mit: Damenspitz, Duo Knaus, Gerald Etzler, Gerhard Blaboll, Salpi Lemke, Martin Ganthaler, Kuno Trientbacher, Xenia Galanova, Andreja Zidaric, Wiener Tschuschenkapelle, Victor Poslusny); Label: Kulturverein Echt Wien EW18
- 2024 CD: So wie ich bin (so ist es gut) (mit: Schlor & Fanta fka Damenspitz); Label: Amazon Music
- 2024 CD: Stadlproben '24 (mit: Schlor & Fanta); Label: Kulturverein Echt Wien EW20
- 2024 CD: Wo ich zuhause bin (mit: Salpi Lemke, Tzveta Dimitrova, Silke Schiemann, Daniela Treffner, Frederick Greene, Manfred Schwaiger, Hovannes Djibian, Erwin Balcarek, Franz Horacek, Andy Warmuth, Ada Stefan); Label: Preiser Records PR91673
- 2025 CD: Landstraßer Hymne (mit: Schlor & Fanta); Label: Amazon Music
- 2025 CD: Die Frau am Bau (mit: Schlor & Fanta, Peter Strutzenberger, Wolfgang Tockner, Wolfgang Wehner); Label: Amazon Music, Kulturverein Echt Wien EW22